# Arif
Gli Arif sono un'organizzazione criminale turca che opera a sud di Londra, coinvolta nel traffico di armi, traffico di droga e altre attività criminali sin dagli anni settanta.
Il gruppo è stato guidato dai fratelli Dennis e Mehmet Arif fino alla loro cattura e condanna per rapina a mano armata nel maggio del 1991.
Bekir Arif, conosciuto come The Duke (il Duca), uno dei sette fratelli della famiglia Arif, è stato condannato a 23 anni per traffico di eroina nel 1999. Un altro fratello, Dogan, è stato descritto come il reggente della famiglia negli anni 2000.